# Priscila Maria Furlan
Priscila Maria Furlan (nascida no Estado de São Paulo) foi eleita Miss Brasil Mundo em 1992.
Disputou em Sun City, África do Sul, o concurso de Miss Mundo, mas não conseguiu classificação.